# Cerkiew św. Bazylego w Czuchczermie
Cerkiew św. Bazylego – prawosławna cerkiew we wsi Czuchczerma w obwodzie archangielskim.
Cerkiew powstała w 1824 na wzniesieniu nad Dwiną na miejscu cerkwi św. Jerzego, która w 1823 została całkowicie zniszczona przez pożar. Równocześnie z nią powstała wolno stojąca drewniana dzwonnica. Razem z cerkwią św. Eliasza w Czuchczermie (spłonęła w latach 20. XX wieku) wszystkie trzy obiekty tworzyły kompleks budynków sakralnych typowy dla architektury Rosyjskiej Północy. Istnieje jednak również teza, jakoby świątynie w Czuchczermie powstały w XVII w., czego ma dowodzić prosty charakter ich architektury, lub też powtarzano w czasie odbudowy formy starszej świątyni istniejącej na tym miejscu do 1823.
W 1960 cerkiew została wpisana na listę zabytków Rosji o znaczeniu ogólnofederalnym.